# الكتابة الدقيقة

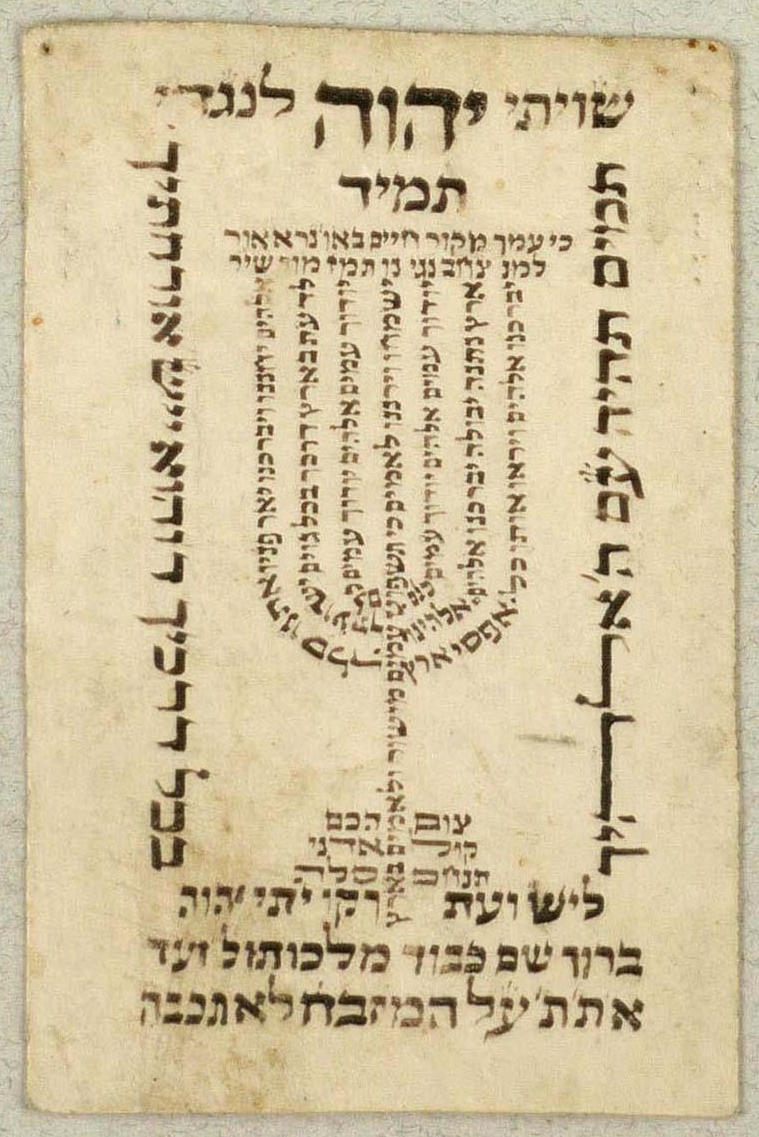
شيفيتي من الدنمارك، مع نص عبري على شكل شمعدان.

الكتابة الدقيقة هي شكل كتابي اشتهر في اليهودية والإسلام من أشكال الخطوط اليدوية [الإنجليزية] طُور في القرن التاسع، مع وجود أوجه تشابه في المسيحية والإسلام، باستخدام الحروف العبرية الدقيقة لتشكيل تصميمات تمثيلية وهندسية ومجردة. تتميز تقنية التصوير المجهري الملون بشكل خاص لأن هذه الأعمال الفنية النادرة عادة ما يتم تقديمها باللونين الأبيض والأسود.

## التحفيز

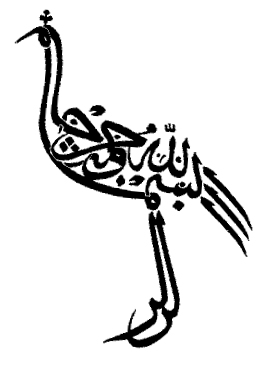
خط عربي على شكل طاووس.

هناك علاقة بين هذا الشكل من الفن، الذي يستخدم الرموز الرقمية والتناظرية، والقيود المفروضة على الصور الموجودة في الوصية الثانية. تُقدم الكتابة الدقيقة حلاً فريدًا للفنان التشكيلي الذي يرغب في البقاء ملتزمًا بمراعاة الشريعة اليهودية، وذلك باستخدام النص فقط، وليس الصور في حد ذاتها. وبما أن هناك قيودًا مماثلة في بعض المجتمعات الإسلامية السلفية، فقد كُيّف هذا الحل في فن الخط الإسلامي ليتناسب مع الأبجدية العربية أيضًا.

## روابط خارجية
- التصوير المجهري: فن النص والطباعة
- ليلى أفرين، التشابكات والغرائب: فن التصوير المجهري العبري ، مجلة التراث اليهودي الإلكترونية
- نسخة من أسفار موسى الخمسة من القرن الثالث عشر ، المكتبة البريطانية، BL Add. MS 21160
- أسفار موسى الخمسة الألمانية، حوالي عام 1300، المكتبة البريطانية، BL Add. MS 15282
- معرض في المعهد اللاهوتي اليهودي حول التصوير المجهري
- الكنوز اليهودية لمكتبة الكونجرس، من المكتبة الافتراضية اليهودية
- داليا روث هالبرين، التصوير المجهري - فن يهودي ، مشروع المخطوطات العبرية في المكتبة البريطانية. تم الوصول إليه في 2016-05-25.